# 小米平板5
小米平板5 (英语：Xiaomi Pad 5)是小米集团于北京时间2021年8月10日晚在北京发布的平板电脑系列，包括小米平板5及小米平板5 Pro两款平板电脑，其中小米平板5 Pro另有支持蜂窝网络的5G版，为小米平板的第五代机型系列。时隔一年，2021年8月11日，小米集团在2021雷军年度演讲发布会上发布了小米平板5 Pro的12.4英寸版本，至此，这一系列共推出了3款平板电脑产品。
小米平板5系列的发布，标志着小米时隔三年重新启动了基于Android的平板电脑的产品线。这一代产品加入了前代产品未能支持的触控笔及键盘输入，并首次将快速充电及高刷新率显示带入小米旗下的平板电脑之中。与小米平板4系列不同的是，小米平板5系列仅有小米平板5 Pro的5G版支持蜂窝网络，其余各版本均仅支持wifi通讯。

## 外观
小米平板5机身长254.69mm，宽166.25mm，厚6.85mm，重量511g；小米平板5 Pro厚度6.86mm，重量515g，5G版重量518g。小米平板5 Pro 12.4英寸版本长284.96毫米，宽185.23毫米，厚6.66毫米，重量620g。
小米平板5提供黑色，白色和绿色三种配色；小米平板5 Pro及5G版提供黑色和白色两种配色；小米平板5 Pro的12.4英寸版本提供黑色、银色以及森山绿三种配色。
小米平板5、5Pro以及小米平板5 Pro 5G版采用铝合金边框搭配聚碳酸酯磨砂塑料背板的外观设计，后置摄像模组的装饰盖板为大圆角矩形，与小米11近似；小米平板5 Pro 12.4英寸版本采用一体式铝合金机身，后置摄像模组的装饰盖板为小圆角矩形，与小米12近似。

## 硬件

### 处理器
小米平板5采用高通骁龙860，小米平板5 Pro以及其12.4英寸版本采用高通骁龙870。

### 影像
小米平板5采用1300万像素主摄传感器和800万像素前置摄像头；小米平板5 Pro采用1300万像素主摄传感器（5G版采用5000万像素传感器）和500万像素景深镜头；小米平板5 Pro的12.4英寸版本采用5000万像素的主摄传感器和200万像素的景深镜头。视频录制方面，小米平板5 Pro 12.4英寸版本支持1080P 60fps视频录制，另可支持720P、1080P以及4K画质的60fps视频录制；而小米平板5及5Pro均仅支持720P、1080P、4K三档清晰度的30fps视频录制。

### 屏幕
小米平板5及5Pro采用11英寸2560×1600分辨率的LCD屏幕，支持最高120Hz刷新率和True Tone真彩显示，可以根据环境光自动调整亮度和色温。小米平板5 Pro 12.4英寸版本除将屏幕尺寸提升至12.4英寸之外，其分辨率及技术特性均与小米平板5及5Pro相同。

### 数据连接
小米平板5及小米平板5 Pro支持802.11 a/b/g/n/ac协议的无线wi-fi通讯，小米平板5 Pro及其5G版、12.4英寸版本添加了对802.11 ax协议的支持。
仅有小米平板5 Pro的5G版支持插入SIM卡，从而实现蜂窝网络连接。
仅有小米平板5 Pro的12.4英寸版本提供了对USB3.2 Gen1的支持，其余版本均仅支持USB 2.0.
仅有小米平板5及小米平板5 Pro支持GPS定位，小米平板5 Pro的12.4英寸版本不支持GPS定位。

### 技术规格
| 参数及功能项\机型    | 参数及功能项\机型    | 小米平板5 | 小米平板5 Pro                                                                                                  | 小米平板5 Pro 5G                                                                                               | 小米平板5 Pro 12.4                                                                                               |
| -------------------- | -------------------- | --- | --- | --- | --- |
| 代号                 | 代号                 | nabu | elish | enuma | dagu |
| 尺寸（长/宽/厚，mm） | 尺寸（长/宽/厚，mm） | 254.69×166.25×6.85                                                                                             | 254.69×166.25×6.86                                                                                             | 254.69×166.25×6.86                                                                                             | 284.96×185.23×6.66                                                                                               |
| 重量（g）            | 重量（g）            | 511 | 515 | 518 | 620 |
| 屏幕                 | 屏幕                 | 11英寸 16:10比例 2560×1600 华星光电/天马微电子LCD屏幕 120hz刷新率 支持240Hz的触控笔采样率以及120Hz的手指采样率 | 11英寸 16:10比例 2560×1600 华星光电/天马微电子LCD屏幕 120hz刷新率 支持240Hz的触控笔采样率以及120Hz的手指采样率 | 11英寸 16:10比例 2560×1600 华星光电/天马微电子LCD屏幕 120hz刷新率 支持240Hz的触控笔采样率以及120Hz的手指采样率 | 12.4英寸 16:10比例 2560×1600 华星光电/天马微电子LCD屏幕 120hz刷新率 支持240Hz的触控笔采样率以及120Hz的手指采样率 |
| 前置摄像头           | 前置摄像头           | 800万像素（豪微电子OV8856） 短边边框内居中布置                                                                 | 800万像素（豪微电子OV8856） 短边边框内居中布置                                                                 | 800万像素（豪微电子OV8856） 短边边框内居中布置                                                                 | 2000万像素（索尼IMX596） 长边边框内居中布置                                                                      |
| 后置摄像模组         | 主摄                 | 1300万像素（豪微电子OV13B10）                                                                                  | 1300万像素（豪微电子OV13B10）                                                                                  | 5000万像素 （豪威电子OV50C）                                                                                   | 5000万像素（三星S5KJN1）                                                                                         |
| 后置摄像模组         | 景深                 | -- | 500万像素 (海力士Hi556)                                                                                        | 500万像素 (海力士Hi556)                                                                                        | 200万像素（豪微OV02B1B）                                                                                         |
| 芯片平台             | 芯片平台             | 高通骁龙860 （SM8150-AC）                                                                                      | 高通骁龙870 （SM8250-AC）                                                                                      | 高通骁龙870 （SM8250-AC）                                                                                      | 高通骁龙870 （SM8250-AC）                                                                                        |
| 支持网络             | 支持网络             | -- | -- | GSM/WCDMA/TDD/FDD 5G NR（SA/NSA）                                                                              | -- |
| 运行内存（RAM）      | 运行内存（RAM）      | 6/8GB LPDDR4X 2133MHz                                                                                          | 6/8GB LPDDR5 3200MHz                                                                                           | 8GB LPDDR5 3200MHz                                                                                             | 6/8/12GB LPDDR5 3200MHz                                                                                          |
| 闪存存储（ROM）      | 闪存存储（ROM）      | 128GB/256GB UFS3.1                                                                                             | 128GB/256GB UFS3.1                                                                                             | 256GB UFS 3.1                                                                                                  | 128GB/256GB/512GB UFS 3.1                                                                                        |
| 记忆卡扩展           | 记忆卡扩展           | 不支持 | 不支持 | 不支持 | 不支持 |
| 充电功率             | 充电功率             | 支持Mi Turbo Charge协议的33W充电                                                                               | 支持Mi Turbo Charge协议的67W充电                                                                               | 支持Mi Turbo Charge协议的67W充电                                                                               | 支持Mi Turbo Charge协议的67W充电                                                                                 |
| 电池容量（mAh）      | 电池容量（mAh）      | 8720 | 8600 | 8600 | 10000 |
| 多功能NFC            | 多功能NFC            | 支持 | 支持 | 支持 | 支持 |
| 声响                 | 声响                 | 立体声四扬声器                                                                                                 | 立体声八扬声器                                                                                                 | 立体声八扬声器                                                                                                 | 立体声四扬声器                                                                                                   |
| 数据传输             | 蓝牙                 | 蓝牙5.0 | 蓝牙5.2 | 蓝牙5.2 | 蓝牙5.2 |
| 数据传输             | 无线网络             | Wi-Fi 802.11a/b/g/n/ac（2.4和5GHz）                                                                            | Wi-Fi 802.11a/b/g/n/ac/ax（2.4和5GHz）                                                                         | Wi-Fi 802.11a/b/g/n/ac/ax（2.4和5GHz）                                                                         | Wi-Fi 802.11a/b/g/n/ac/ax（2.4和5GHz）                                                                           |
| 数据传输             | 数据接口             | USB Type-C （USB2.0） 支持USB Type-C标准输出输入接口的模拟/数字音频设备                                        | USB Type-C （USB2.0） 支持USB Type-C标准输出输入接口的模拟/数字音频设备                                        | USB Type-C （USB2.0） 支持USB Type-C标准输出输入接口的模拟/数字音频设备                                        | USB Type-C （USB 3.2 Gen1） 支持USB Type-C标准输出输入接口的模拟/数字音频设备                                    |
| 安全识别方式         | 安全识别方式         | 2D人脸识别 | 2D人脸识别+电源键指纹识别                                                                                      | 2D人脸识别+电源键指纹识别                                                                                      | 2D人脸识别 |
| 机身材质             | 机身材质             | 铝合金中框 聚碳酸酯塑料背板                                                                                    | 铝合金中框 聚碳酸酯塑料背板                                                                                    | 铝合金中框 聚碳酸酯塑料背板                                                                                    | 一体式铝合金切削背板                                                                                             |

## 软件
小米平板5及小米平板5 Pro出厂搭载基于Android 11的MIUI 12.5系统，后分别于2022年1月和2023年3月推出了基于Android 12的MIUI Pad 13以及基于Android 13的MIUI Pad 14操作系统更新，带来了桌面小组件、自由小窗、同屏多应用、新版控制中心等新特性。
小米平板5 Pro 12.4出厂搭载基于Android 12的MIUI Pad 13操作系统，于2023年3月推出了基于Android 13的MIUI Pad 14操作系统更新。

## 销售
- 小米平板5提供6GB RAM/128GB ROM和6GB RAM/256GB ROM两种存储组合可选，零售价分别为1999元和2299元人民币。[8]后续追加了8GB RAM/128GB ROM和8GB RAM/256GB ROM两种存储组合版本，零售价分别为2299元人民币和2599元人民币。

- 小米平板5 Pro提供6GB RAM/128GB ROM、6GB RAM/256GB ROM以及8GB RAM/256GB ROM三种存储组合可选，零售价分别为2499元、2799元和3499元人民币。[8]其中，5G版仅有8GB RAM/256GB ROM一种存储组合可选，支持单Nano-SIM卡。

- 小米平板5 Pro 12.4提供6GB RAM/128GB ROM、8GB RAM/128GB ROM、8GB RAM/256GB ROM和12GB RAM/512GB ROM四种存储组合可选，零售价分别为2999元、3199元、3499元及4199元人民币。

2021年8月23日，小米平板5系列正式开启销售，根据小米集团发布的销售数据显示，小米平板5系列首销5分钟即有超过200万台被售出。